# Harttia depressa
Harttia depressa is een straalvinnige vissensoort uit de familie van de harnasmeervallen (Loricariidae). De wetenschappelijke naam van de soort is voor het eerst geldig gepubliceerd in 2001 door Rapp Py-Daniel & Oliveira.